# Editorial Tàber
L'Editorial Taber va ser una editorial barcelonina creada el 1967 i desapareguda el 1970, promoguda per Joan Perucho, que es va especialitzar en literatura fantàstica, màgia, gastronomia, erotisme i còmic. Va publicar llibres en català i castellà.

## Història
El 1967 l'activista Frederic Clara i l'industrial Francesc Porcel van idear el projecte, on Perucho seria director editorial. Els primers llibres es van dedicar a la divulgació històrica, especialment enfocats a un públic juvenil.
Seguint la influència de diversos projectes francesos, Perucho va incorporar al dissenyador Joan Pedragosa al projecte, qui va ser responsable del particular disseny de col·leccions com la colección Cienpiés, dedicada al periodisme literari.
Destaca el projecte Catalunya visió, un projecte editorial del mateix títol que, entre 1968 i 1978, es va dedicar a retratar i descriure el teixit físic i humà de Catalunya. Idea de l'escriptor Oriol Vergés, la col·lecció es va desenvolupar dins l'editorial Tàber i en van ser els principals autors el fotògraf Ton Sirera i l'escriptor Josep Vallverdú, que van signar vuit dels deu volums. Pel que fa al còmic en català, el 1969 va editar l'àlbum El Gran Quimet, una traducció del personatge Le Grand Duduche de l'humorista Frances Cabu (Jean Cabut). També es van publicar obres com Los misterios de París d'Eugène Sue, o Los misterios de Londres de Paul Feval i La bruja de Madrid de Wenceslau Ayguals de Izco, entre molts d'altres, així com una col·lecció de literatura gastronòmica.
El projecte va finalitzar el 1970, degut als problemes amb la censura i a una crisi de la distribuidora IFAC.

## Llegat
Segons Julià Guillamon, Tàber es pot considerar un precedent de col·leccions posteriors d'editorials com Tusquets o Anagrama. El 2020, amb motiu de l'any Perucho, es va realitzar una exposició a la Biblioteca Jaume Fuster de Barcelona (Joan Perucho i les edicions pop. L'aventura de Tàber), així com una publicació commemorativa on es recull la història de l'editorial, comissariada per Julià Guillamon.